# Acromitus flagellatus
Acromitus flagellatus är en manetart som först beskrevs av Maas 1903.  Acromitus flagellatus ingår i släktet Acromitus och familjen Catostylidae. Inga underarter finns listade i Catalogue of Life.